# Alice Waddington
Alice Waddington (née Irene Lago Clavero le 31 juillet 1990) est une réalisatrice, écrivaine, photographe et costumière espagnole dont les travaux prennent place dans le domaine du cinéma moderne. Son style de réalisation est défini par une approche contemporaine de l'âge d'or des films d'horreur à grande échelle en studio (années 1920-1970) dans des sociétés de production classiques telles que Hammer Films ou Universal's Creature Features ; mêlé à l'humour surréaliste actuel et incluant parfois du cinéma musical. 

## Enfance et études
Née en tant qu'Irene le 31 juillet 1990 à Bilbao, en Espagne, elle est la fille d'un psychologue catalan et d'une enseignante galicienne. Waddington adopte son nom de scène à 16 ans, alors qu'elle travaille comme assistante du directeur de la photographie Quique López. À 18 ans, elle étudie la publicité à l'université du Pays basque, où elle commence à prendre des photographies promotionnelles et à réaliser des films de mode en tant que photographe et assistante à la photographie pour les éditions espagnoles de Harper's Bazaar, Neo2 et d'autres.

## Carrière
À partir de 20 ans, elle travaille pendant trois ans comme créatrice publicitaire, productrice et monteuse vidéo publicitaire au sein des agences Leo Burnett Iberia et Social Noise, tout en se spécialisant également dans le storyboard numérique.

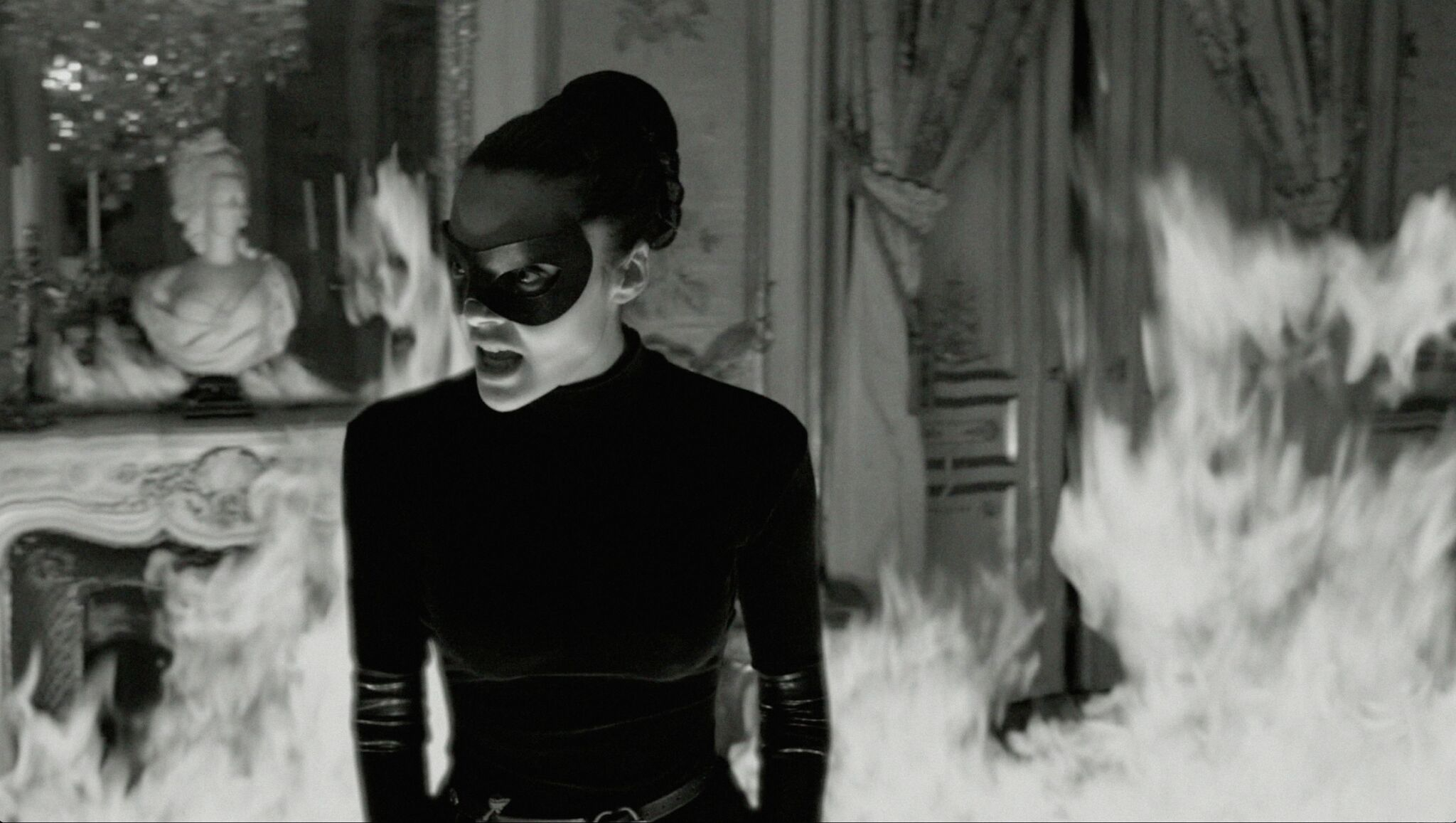
L'actrice Ana Rujas entourée d'un mur de feu (effets spéciaux) sur le tournage de Disco Inferno, court métrage réalisé par Alice Waddington.

En 2014, avec l'aide de la productrice exécutive mexicaine Yadira Ávalos, Waddington travaille pendant un an en agence de publicité pour écrire et réaliser un court métrage. Elle trouve des sponsors pour l'aider à produire son premier film narratif de 11 minutes,, Disco Inferno (2015), qui reçoit des nominations dans 63 festivals de films internationaux, y compris des événements réputés des films de genre tels que Palm Springs, FanTasia, Sitges (Prix Noves Visions Short) ou Fantastic Fest, qui l'a d'abord récompensée en tant que meilleure réalisatrice dans sa catégorie, et deuxième meilleur projet de long métrage du Marché Fantastique pour son film Paradise Hills. Onze autres victoires dans des festivals internationaux s'ensuivent, avec une présence comparative considérable du court métrage dans les festivals américains et canadiens.
Waddington commence à produire son premier long métrage, Paradise Hills en 2017 avec la société de production espagnole Nostromo Pictures,. Le film est un thriller de science-fiction écrit par Brian DeLeeuw et Nacho Vigalondo. Il sort en 2019.
Waddington soulignait dans des interviews qu'après Paradise Hills, elle souhaitait réaliser des biopics, un film d'horreur fantastique socialement métaphorique sur les minorités et des histoires de terreur qui ont eu lieu.
En juin 2019, il est annoncé que Waddington développe son deuxième film Scarlet, distribué par Netflix, à partir d'un scénario qu'elle écrit avec Kristen SaBerre.
En septembre 2021, Waddington est sollicitée pour l'adaptation directe de la série de comics Dept. H pour Netflix.

## Engagement
Féministe, Waddington s'engage pour un changement progressif passant par la coopération et la sororité entre femmes y compris dans les arts.
Dans le domaine du cinéma, elle défend le développement de films dirigés par des femmes et favorisant la diversité des acteurs. Elle motive aussi les jeunes femmes à s'inscrire à des programmes de réalisation de film. Elle évoque également souvent la nécessité pour les studios de cinéma d'engager davantage de femmes, en particulier des femmes de couleur.

## Vie privée
Waddington parle couramment l'espagnol et l'anglais et s'exprime en français et en catalan.

## Filmographie

### Films
| Année | Titre          | Réalisatrice | Scénariste | Productrice | Remarques     |
| ----- | -------------- | ------------ | ---------- | ----------- | ------------- |
| 2015  | Disco Inferno  | Oui          | Oui        | Oui         | Court métrage |
| 2019  | Paradise Hills | Oui          | Oui        | Non         |               |

## Récompenses
Le court métrage Disco Inferno est présenté dans plus de 63 festivals de films de genre et conventionnels à travers le monde, remportant plusieurs prix :
| Année | Festival                                                         | Catégorie                              | Film           | Résultat                  |
| ----- | ---------------------------------------------------------------- | -------------------------------------- | -------------- | ------------------------- |
| 2015  | Austin Fantastic Fest - États-Unis                               | Short with Legs - Meilleur réalisateur | Disco Inferno  | Lauréat                   |
| 2015  | Austin Fantastic Fest - États-Unis                               | Meilleur projet de long métrage        | Paradise Hills | Lauréat (Argent)          |
| 2015  | Festival du film de Sitges - Espagne                             | Noves Visions - Meilleur court métrage | Disco Inferno  | Lauréat                   |
| 2016  | Festival du film d'horreur de Brooklyn - États-Unis              | Meilleur réalisateur                   | Disco Inferno  | Lauréat                   |
| 2016  | Festival du film Slamdance États-Unis                            | Meilleur court métrage d'anarchie      | Disco Inferno  | Lauréat                   |
| 2016  | Monster Fest - Australie                                         | Meilleure photographie                 | Disco Inferno  | Lauréat                   |
| 2016  | C-FEM - Festival de Cine Fantástico Europeo de Murcia            | Grand Prix du Jury                     | Disco Inferno  | Lauréat                   |
| 2016  | Mikrofilm Short Festival - Espagne                               | Meilleur réalisateur                   | Disco Inferno  | Lauréat                   |
| 2016  | Cinefantasy Festival International de Cinema Fantástico - Brésil | Meilleur court métrage                 | Disco Inferno  | Lauréat (Best Soundtrack) |
| 2016  | Festival de Cine de Horror - Mexique                             | Meilleur court métrage                 | Disco Inferno  | Lauréat                   |
| 2016  | Festival Fantosfreak - Espagne                                   | Meilleur court métrage                 | Disco Inferno  | Lauréat                   |